# Thaísa Moreno
Thaísa de Moraes Rosa Moreno, conhecida como Thaísa Moreno, ou apenas Thaísa (Xambrê, 17 de dezembro de 1988), é uma futebolista profissional brasileira que atua como volante ou meia. Conquistou títulos pela Seleção Brasileira de Futebol Feminino. Atualmente, joga no Flamengo.

## Carreira

### Início
Sua carreira profissional começou em 2011, quando jogava pelo Foz Cataratas. Após passagens pelo Ferroviária e pelo Centro Olímpico, jogou na Suíça pelo Tyressö FF, em 2014, voltando para o Ferroviária no ano seguinte.[carece de fontes?]

### Carreira internacional
Thaísa Moreno construiu uma carreira internacional, intercalada por atuações curtas em times do Brasil, e já teve passagens por Suécia, Islândia e Estados Unidos.
No início de 2014, Thaísa foi para o time sueco Tyresö FF, sendo vice-campeã da Liga dos Campeões. Em 2016, voltou ao Brasil para jogar pelo Ferroviária (2015), São José (2016) e Corinthians/Audax (2016). Seu time, Audax/Corinthians, foi campeão da Copa do Brasil em 2016.
Em fevereiro de 2017, voltou à Europa para jogar no Grindavik FC, time da principal divisão da Islândia, no qual focou sua atuação no aperfeiçoando físico e tático.
Já em 2018, foi contratada pelo Sky Blye FC, dos EUA, com o qual disputou a National Women’s Soccer League (NWSL).
Thaísa Moreno foi a primeira brasileira contratada pelo Milan, integrando a primeira equipe feminina do time italiano durante um ano. Em entrevista, a jogadora elogiou o incentivo italiano ao futebol feminino e mencionou que no Milan a equipe contava com a boa estrutura utilizada também pelo time masculino.
Também foi a primeira brasileira contratada pela equipe feminina do Real Madrid, pelo CD TACON, no qual deve cumprir contrato até 2021. O CD TACON é o primeiro time feminino do Real Madrid. As negociações para sua contratação começaram após avaliação positiva de seu desempenho na Copa do Mundo de 2019.

### Seleção Brasileira
Thaísa integrou a equipe brasileira que conquistou o título da Copa América em 2014 e 2018. Fez um gol durante a Copa América de 2014, no jogo contra a Bolívia, e um gol também na Copa América de 2018, contra a Argentina.
A atleta também integrou a Seleção Brasileira de Futebol Feminino que conquistou medalha de ouro durante os Jogos Pan-Americanos de 2015, em Toronto, e fez parte da seleção brasileira que representou o país nas Olimpíadas de 2016.
Foi convocada para a Copa do Mundo de Futebol Feminino de 2019, na qual teve importante atuação e foi considerada um dos destaques da equipe. Thaisa marcou gol contra a França nas oitavas de final da Copa, empatando a partida com confirmação de VAR. Entretanto, durante a prorrogação, a jogadora francesa Amandine Henry marcou gol, eliminando o Brasil da Copa do Mundo.

## Títulos
- Copa América Feminina: 2018